# Hydriomena albipulverata
Hydriomena albipulverata är en fjärilsart som beskrevs av Paul Dognin 1913. Hydriomena albipulverata ingår i släktet Hydriomena och familjen mätare. Inga underarter finns listade i Catalogue of Life.